# Nahr ad-Damur
Der Nahr ad-Damur (arabisch نهر الدامور, DMG Nahr ad-Dāmūr) ist ein Fluss im Gouvernement Libanonberg im Libanon. Er ist 37,5 km lang und führt ganzjährig Wasser.

## Schreibung
Aufgrund unterschiedlicher Umschriftsysteme des arabischen gibt es zusätzlich verschiedene Schreibungen des Namens: Nahr al Damour, Nahr al-Damur.

## Verlauf
Das größte Teil des Wassers kommt vom Berg Barouk (باروك). Er fließt in steilem Lauf ins Tal und verläuft dann in westlicher Richtung durch das Jisr Al Kadi-Tal (dt. Brücke des Richters), wo er die Bäche aus dem Chouf aufnimmt. Er passiert die ehemalige Hauptstadt des Chouf, Dair al-Qamar und südlich von Damur, der größten Stadt entlang des Flusses, mündet er ins Levantische Meer.

## Mythologie
Zur Zeit der Phönizier und Kanaaniter benannten die Anwohner den Fluss „Damoros“ (Tamyrus) nach einem Gott der Unsterblichkeit Damoros wurde auch mit 'Achtarout', dem Gott der Liebe und Schönheit in Verbindung gebracht. Dadurch sollte die Unsterblichkeit des Flusses und die Schönheit der Region betont werden. 1302 gewann der Fluss strategische Bedeutung, als die Kreuzfahrer auf ihrem Zug ins Heilige Land an seinen Ufern eine Schlacht austragen mussten. Die Franken bezeichneten den Fluss daraufhin als „Fleuve D’amour“.  

## Gründung der Stadt Damur
Die Stadt Damur wurde am Ufer gegründet, weil arme Landleute den Fährzoll für die Emire des Libanons eintreiben wollten. Aufgrund der starken Strömung im Winter, sicherten die Anwohner die Flusspassage für Reisende und ließen sie dafür hohe Zölle zahlen.